# Cité (Limoges)
Pour les articles homonymes, voir La Cité.
La Cité est un quartier du centre-ville de Limoges. Organisé autour de la cathédrale Saint-Étienne, dominant la vallée de la Vienne, il constitue un des deux noyaux historiques de la ville. Cité épiscopale, elle s'oppose au quartier du Château, qui n'est distant que de deux-cents mètres, et qui sous l'Ancien régime était dominé par le vicomte et l'abbaye Saint-Martial. La Révolution consacre la réunion des deux cités rivales en la commune de Limoges.
Avec ses petites places et ses maisons à colombages, la Cité est au XXIe siècle l'un des principaux quartiers touristiques de la ville. Près de la moitié de son emprise est occupée par les jardins de l'Évêché.

## Géographie

### Situation et morphologie urbaine
Le quartier de la Cité est situé à l'est du centre-ville, au bord de la Vienne. Il se compose en fait de trois parties : la Haute-Cité, à la forme circulaire, bien visible surtout à l'est, délimitée par les boulevards de la Corderie et de la Cité. Elle a comme centre la cathédrale. La Basse-Cité comprend essentiellement les rues Saint-Affre et Porte-Panet. L'Abbessaille, enfin, descend jusqu'au quai Louis-Goujaud, qui borde la Vienne, entre les jardins de la Règle et le boulevard des Petits-Carmes.
On y trouve plusieurs rues à l'aspect médiéval et de vieilles bâtisses restaurées, bâties autour de la cathédrale Saint-Étienne.

### Transports
Le quartier de la Cité est délimité par une « ceinture » circulaire (dans le sens des aiguilles d'une montre en partant du Pont-Neuf) :
- Avenue Georges Dumas
- Boulevard de la Corderie
- Place de la Cité
- Boulevard de la Cité
- Boulevard Saint-Maurice
- Boulevard des Petits-Carmes
- Quai Louis-Goujaud

Le plan de circulation est en cours de transformation.
Le quartier est desservi par les lignes : 132343540

## Historique
Historiquement, il a longtemps été opposé à l'autre « centre » de la ville : le Château, où siégeaient le vicomte jusqu'à la réunion à la Couronne de France, puis l'Intendant du Roi, ainsi que les abbés de l'abbaye Saint-Martial de Limoges jusqu'à la Révolution.
Pendant la guerre de Cent Ans, en septembre 1370, le Prince Noir, fils du roi d'Angleterre, suzerain du Limousin, prit et dévasta la Cité coupable d'être passée au roi de France. La Cité ne se remit jamais de ce drame[non neutre].
La Cité dépendait de l'évêque de Limoges en paréage avec le roi de France.
À la Révolution, la Cité compte 2 474 habitants et devient un district.

## Culture et patrimoine
Le quartier de la Cité est un des deux quartiers historiques médiéval de Limoges, l'autre étant le château ou le centre-ville proprement dit.
On trouve plusieurs rues pittoresques et ayant un intérêt architectural. Les principales sont la rue des Allois, la rue Porte-Panet, la rue de la Règle ou la rue du Rajat.
Les compagnons du tour de France sont installés dans les anciennes maisons canoniales rue de la Règle, au pied du chevet de la cathédrale.

### Monuments
Le principal monument n'est autre que la cathédrale Saint-Étienne, cathédrale du diocèse de Limoges. À côté se trouve le musée de l'Evêché, en cours de rénovation.

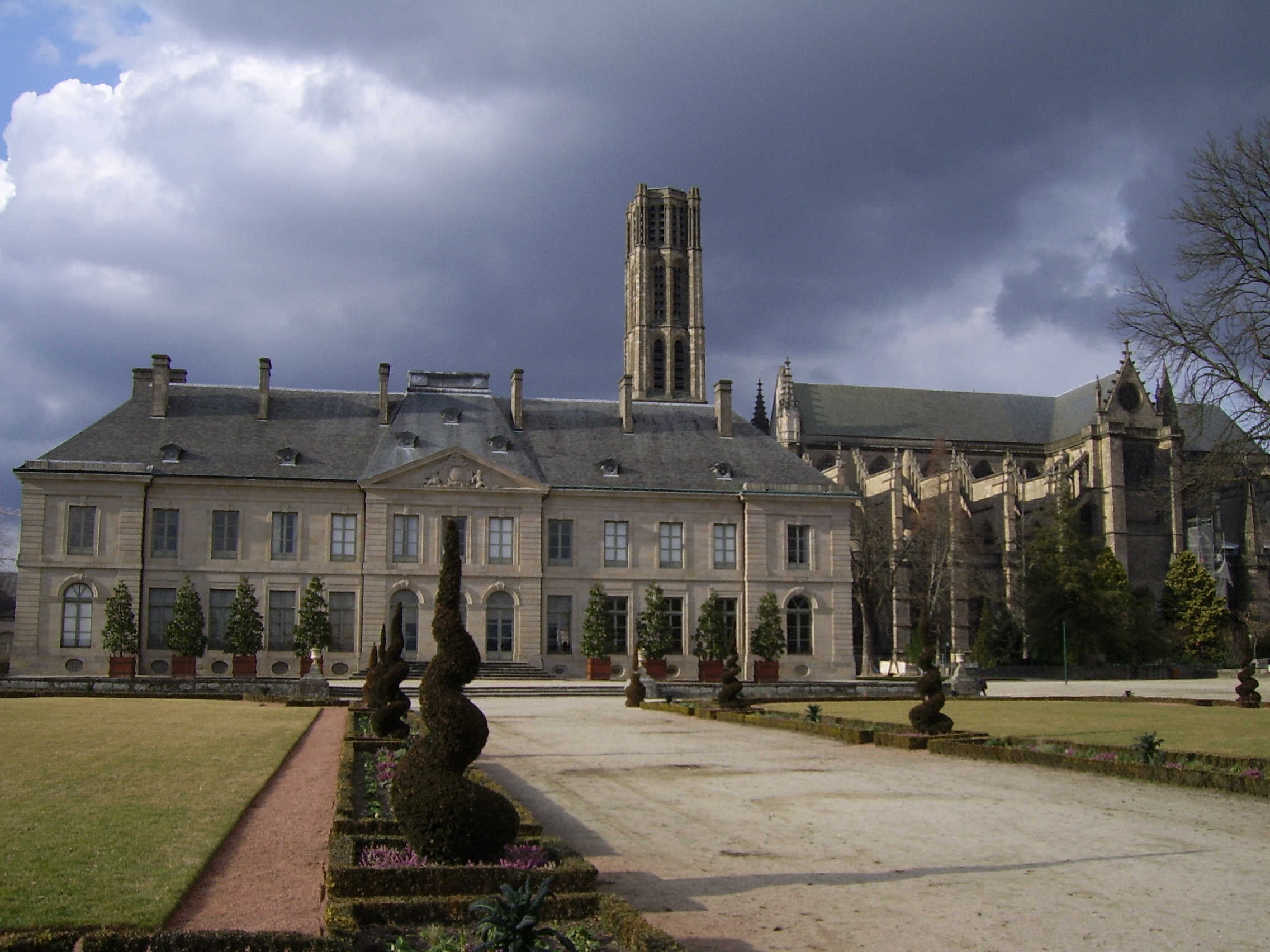
La cathédrale Saint-Étienne, le musée de l'Évêché et le jardin de l'Évêché
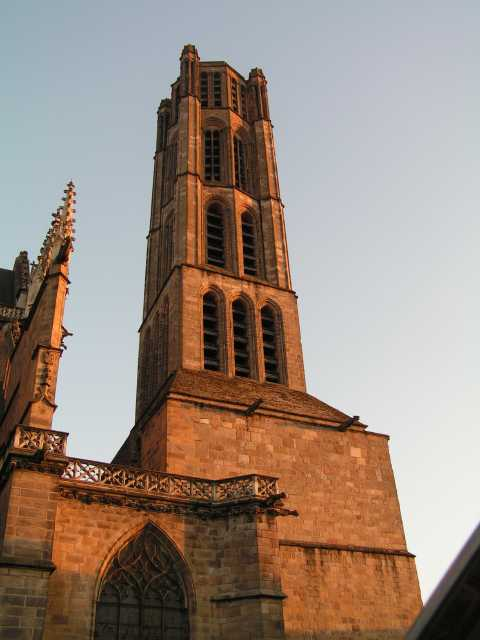
Clocher de la cathédrale
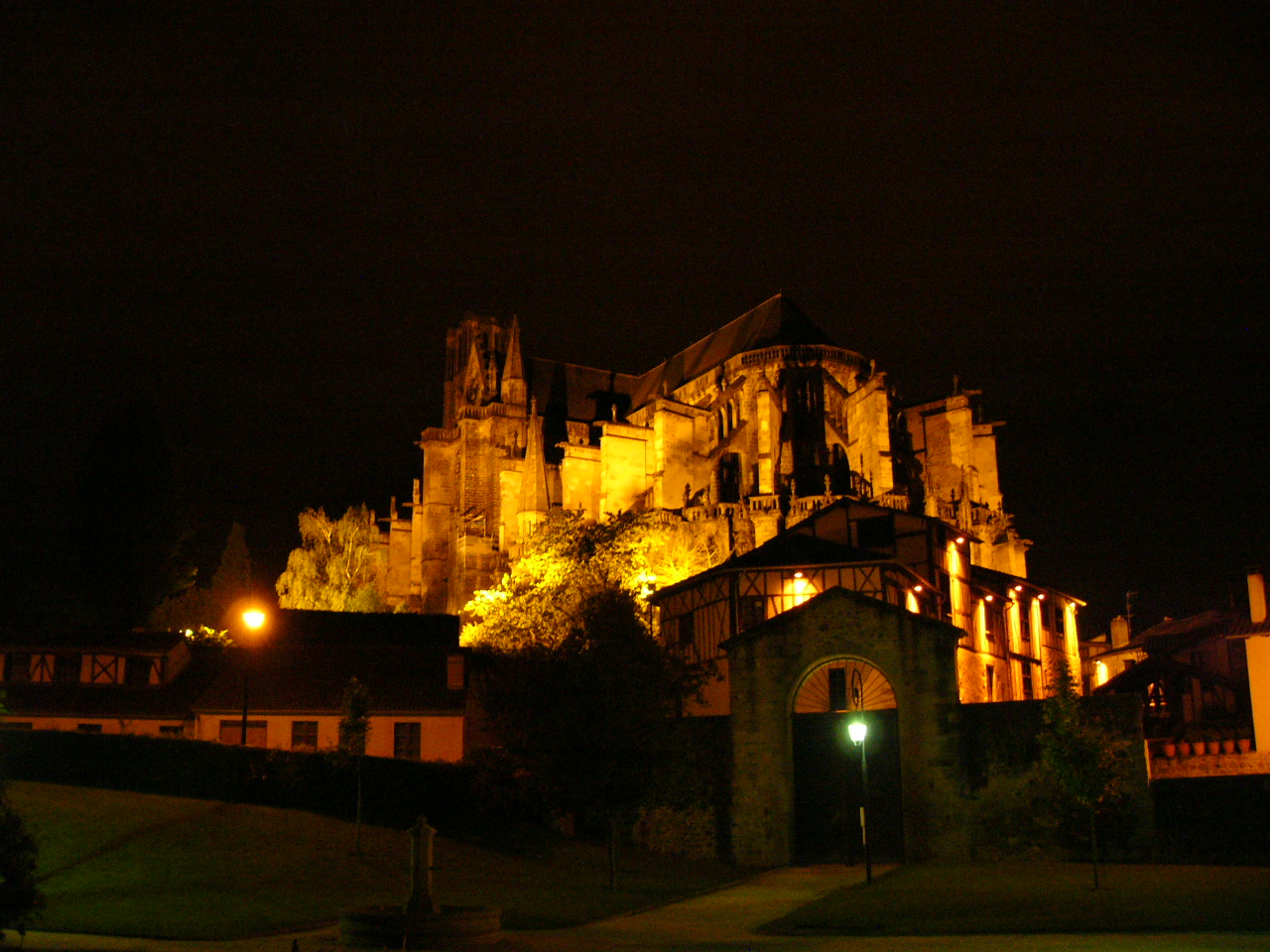
La cathédrale, de nuit
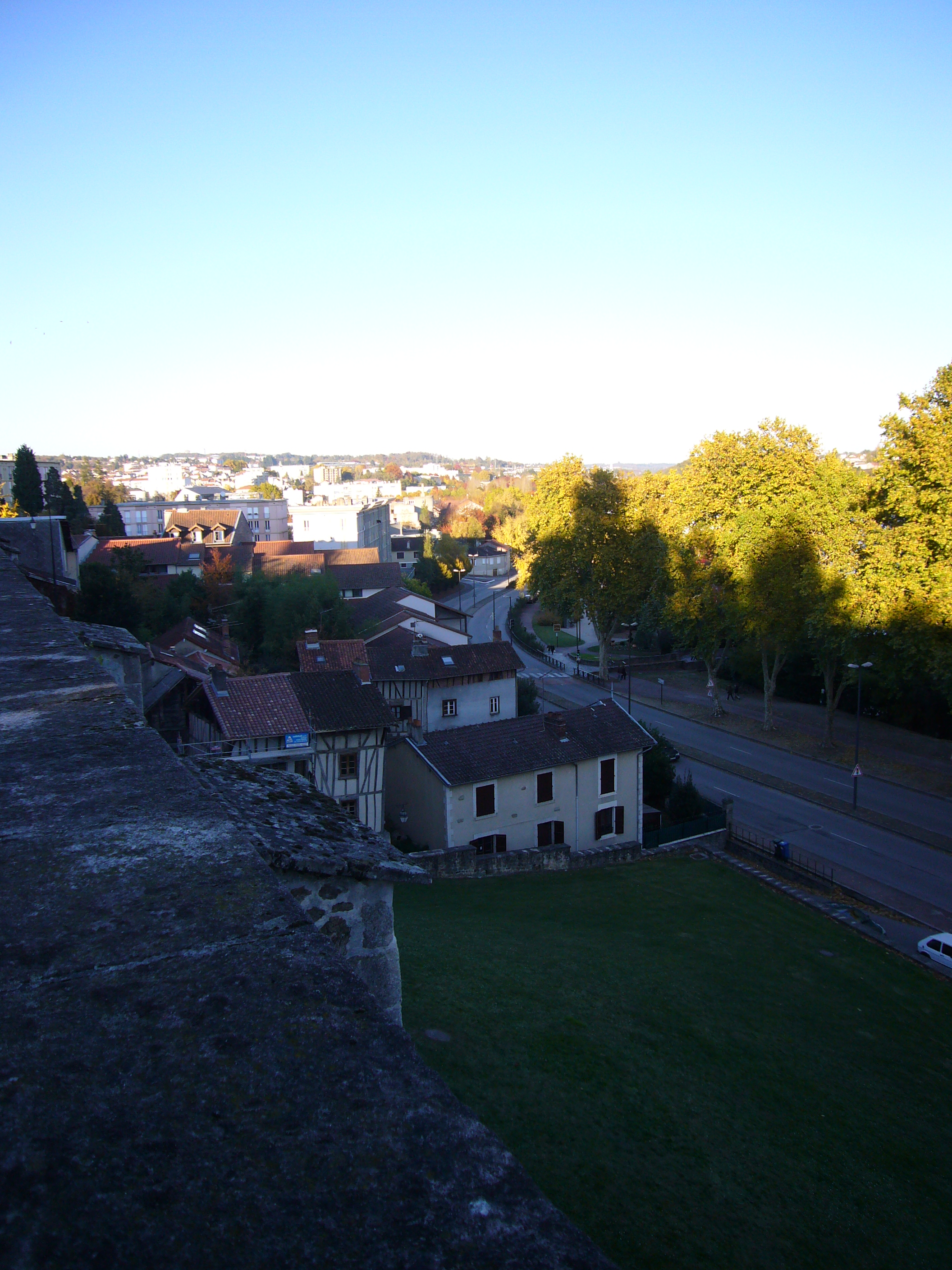
Le quai Louis-Goujaud, depuis les jardins de l'Évêché
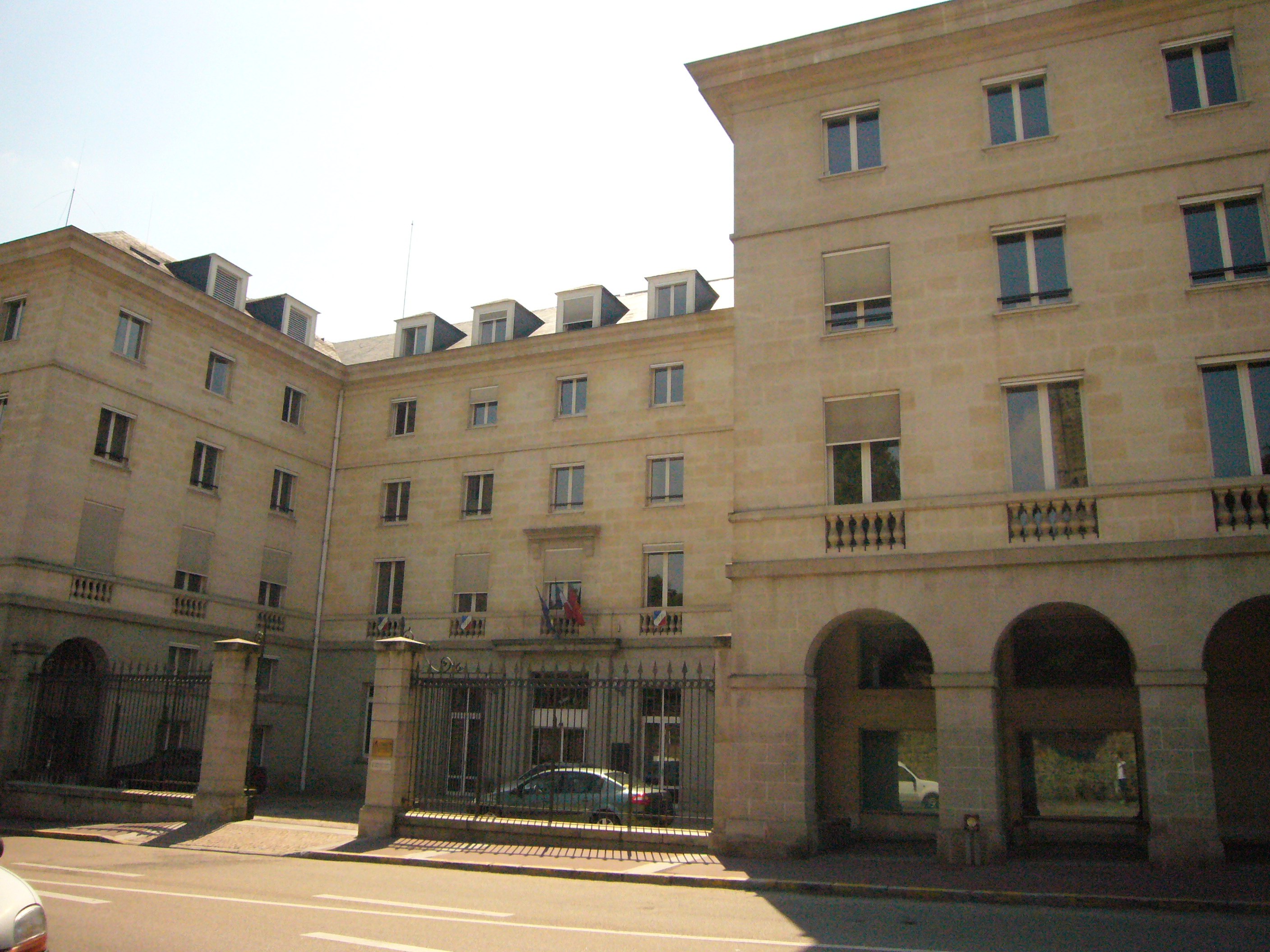
L'hôtel de région

## Population et société

### Services publics et administratifs
Quelques bâtiments publics sont présents à la Cité :
- Bâtiments administratifs ou autres lieux publics : Annexe Saint-Maurice du Conservatoire à rayonnement régional, conseil régional du Limousin
- Bâtiments de loisirs et de sport : Piscine municipale des Casseaux
- Bâtiments culturels : Musée de l'Évêché de Limoges, Cité des métiers et des arts de Limoges, Musée de la Résistance et de la Déportation de Limoges

### Économie
Le quartier est peu commerçant. Les principaux commerces sont pour l'essentiel concentrés autour de la place Haute-Cité.